# Los Angeles Clippers 1994-1995
La stagione 1994-95 dei Los Angeles Clippers fu la 25ª nella NBA per la franchigia.
I Los Angeles Clippers arrivarono settimi nella Pacific Division della Western Conference con un record di 17-65, non qualificandosi per i play-off.

## Roster
| N° | Naz.                   | Ruolo | Sportivo        | Anno | Alt. | Peso |
| -- | ---------------------- | ----- | --------------- | ---- | ---- | ---- |
|    | Stati Uniti (bandiera) | GA    | Eric Piatkowski | 1970 | 201  | 98   |
| 2  | Stati Uniti (bandiera) | G     | Pooh Richardson | 1966 | 185  | 82   |
| 4  | Stati Uniti (bandiera) | A     | Michael Smith   | 1965 | 208  | 102  |
| 7  | Stati Uniti (bandiera) | A     | Lamond Murray   | 1973 | 201  | 107  |
| 9  | Stati Uniti (bandiera) | A     | Tony Massenburg | 1967 | 206  | 100  |
| 14 | Stati Uniti (bandiera) | G     | Randy Woods     | 1970 | 178  | 84   |
| 21 | Stati Uniti (bandiera) | G     | Malik Sealy     | 1970 | 203  | 86   |
| 23 | Stati Uniti (bandiera) | G     | Gary Grant      | 1965 | 191  | 84   |
| 24 | Stati Uniti (bandiera) | G     | Terry Dehere    | 1971 | 188  | 86   |
| 27 | Stati Uniti (bandiera) | C     | Elmore Spencer  | 1969 | 213  | 122  |
| 30 | Stati Uniti (bandiera) | G     | Harold Ellis    | 1970 | 196  | 91   |
| 35 | Stati Uniti (bandiera) | A     | Loy Vaught      | 1968 | 206  | 104  |
| 42 | Stati Uniti (bandiera) | C     | Bob Martin      | 1969 | 213  | 113  |
| 42 | Stati Uniti (bandiera) | C     | Eric Riley      | 1970 | 213  | 111  |
| 45 | Stati Uniti (bandiera) | A     | Bo Outlaw       | 1971 | 203  | 95   |
| 50 | Stati Uniti (bandiera) | C     | Matt Fish       | 1969 | 211  | 107  |

## Staff tecnico
- Allenatore: Bill Fitch
- Vice-allenatori: Jim Brewer, Barry Hecker, Bob Ociepka
- Preparatore atletico: Keith Jones